# Orde de Montevergine
|  | Per a altres agrupacions amb el nom de Guillemites vegeu: Guillemites (desambiguació) |

L'Orde de Montevergine, estrictament Congregació de Montevergine de l'Orde de Sant Benet, era un orde monàstic que volia tornar al rigor original de la Regla de Sant Benet, formant part, tot i que era autònom, de l'orde benedictí. Els seus membres posposaven al nom les sigles O.S.B. Virg.

## Història
Es va originar a l'Abadia de Santa Maria de Montevergine, fundada per Sant Guillem de Vercelli en 1126, quan el sant va posar sota la regla benedictina la comunitat d'eremites que s'havia agrupat al voltant seu durant el seu retir a la muntanya i amb la qual havia fundat un santuari, el de Montevergine, en 1119. Per això, també són anomenats guillemins o benedictins guillemins.

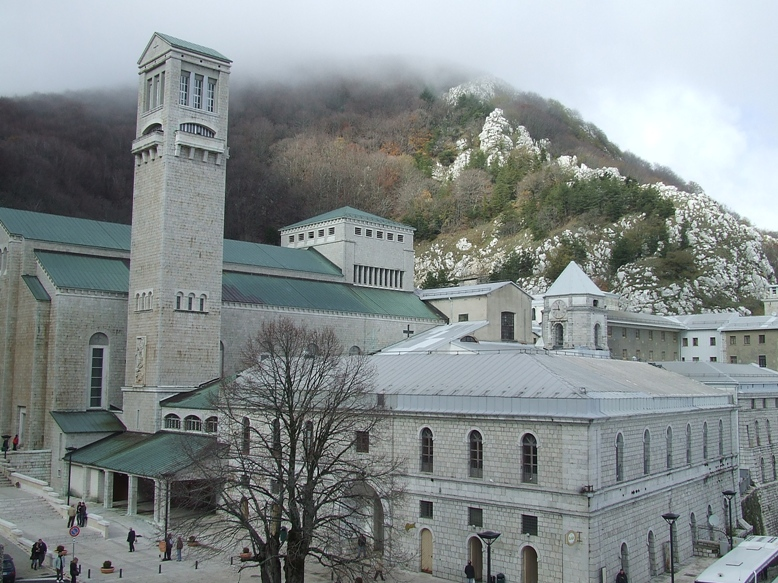
Santuari i abadia de Montevergine, casa mare de la congregació.

En 1127, ja organitzada la comunitat, Guillem i cinc deixebles van deixar Montevergine per fundar monestirs en altres llocs i deixant Albert com a prior. Va tenir un nombre considerable de monestirs a Itàlia, sobretot al Regne de Nàpols, inclòs un monestir doble per a homes i dones a Guglieto (prop de Nusco). Celestí III va confirmar la congregació amb una butlla el 4 de novembre de 1197. En 1496 va ser reformada, juntament amb les congregacions de Vallombrosa i Monte Oliveto, per Sant Joan Leonardi. En 1611 tenia vint-i-sis cases grans i dinou de petites. Benet XIV va aprovar-ne les noves constitucions in 1741.
En 1879, però, només en sobrevivia la casa mare, l'Abadia de Monte Vergine, i va ser afiliada a la Congregació Cassinesa de la Primitiva Observança, integrant-se definitivament a l'Orde de Sant Benet. No obstant això, els monjos d'aquest monestir continuen conservant el color blanc de l'hàbit, al contrari que la resta de benedictins, que el porten negre. Igualment, conserven les vigílies marianes la nit dels divendres.
La congregació tenia una branca femenina, amb prop de cinquanta monestirs que, al començament del segle xviii s'havien vist reduïts a dos. L'hàbit era blanc, amb vel negre, i la regla era molt rigorosa.